# Швидкісний трамвай Сакраменто
Швидкісний трамвай Сакраменто (англ. Sacramento RT Light Rail) — система ліній легкорейкового транспорту у столиці штату Каліфорнія місті Сакраменто, США.

## Історія
Ініціатива будівництва ліній ЛРТ в місті до 1980 року блокувалася адміністрацією Регіонального транзитного району, що відповідає за громадський транспорт в місті. Ситуація змінилася в 1981 році коли змінився менеджмент компанії та підтримав будівництво системи ліній ЛРТ, що незабаром почалося.

### Основні етапи розвитку
У 1987 відкрилася початкова ділянка «Watt/I-80» — «Butterfield» завдовжки 29 км (частково в одноколійному варіанті на околицях), у 1990-х були невеликі розширення поодинокими станціями. Суттєво мережа розширилася 26 вересня 2003 коли відкрилася 10 кілометрова ділянка «16th Street» — «Meadowview». Потім 15 жовтня 2005 року відкрилась 12 кілометрова ділянка «Sunrise» — «Folsom», за рік невелике відгалуження з однієї станції до залізничного вокзалу. Останнє суттєве розширення лінії відбулося 24 серпня 2015 року коли відкрилася майже семикілометрова ділянка «Meadowview» — «Cosumnes River College».

## Лінії
Мережа складається з трьох ліній на яких розташовано 54 станції.
Блакитна лінія — маршрут проходить з півночі на південь через центр міста. Лінія починається на півночі на станції «Watt/I-80», далі прямує на південний захід перетинає шосе І-80 та Американську річку та прямує в центр, де з'єднується з Зеленою та Золотою лініями з якими має спільну ділянку. В центрі лінія розділяється на одноколійну, колії проходять по сусідніх паралельних вулицях. Центральна частина проходить повз основні історичні пам'ятки міста та визначні будівлі. В декількох хвилинах пішої прогулянки розташований Капітолій Каліфорнії. Після проходження центральної ділянки маршрут лінії прямує на південь до станції «Cosumnes River College». Всього на лінії 28 станцій.
Золота лінія — маршрут проходить з північного сходу на захід у центр міста. Лінія починається на станції «Historic Folsom» на сході міста, далі прямує поблизу шосе № 50 в центр де має спільну ділянку з іншими лініями. Після проходження одноколійної центральної ділянки, лінія прямує на захід до станції Sacramento Valley поблизу залізничного вокзалу де можливо пересісти на потяги Amtrak. Всього на лінії 27 станцій.
Зелена лінія — коротка лінія що проходить лише в центрі міста та має лише одну власну станцію, решта маршруту проходить по спільні для всіх ліній центральні ділянці. Маршрут лінії проходить з півночі на південь від станції — «7th & Richards/Township» до «13th Street». Всього на лінії 7 станцій. Планується розширення лінії до Міжнародного аеропорту Сакраменто, конкретна дата реалізації поки що невідома.

## Режим роботи
Працює з понеділка по суботу з 4:30 до 0:30, у неділю з 5:00 до 23:00, крім Зеленої лінії що працює лише по буднях. Інтервал руху починається від 15 хвилин в годину пік до 30 пізно ввечері, відповідно на центральні спільні ділянці інтервал значно менший.

## Галерея

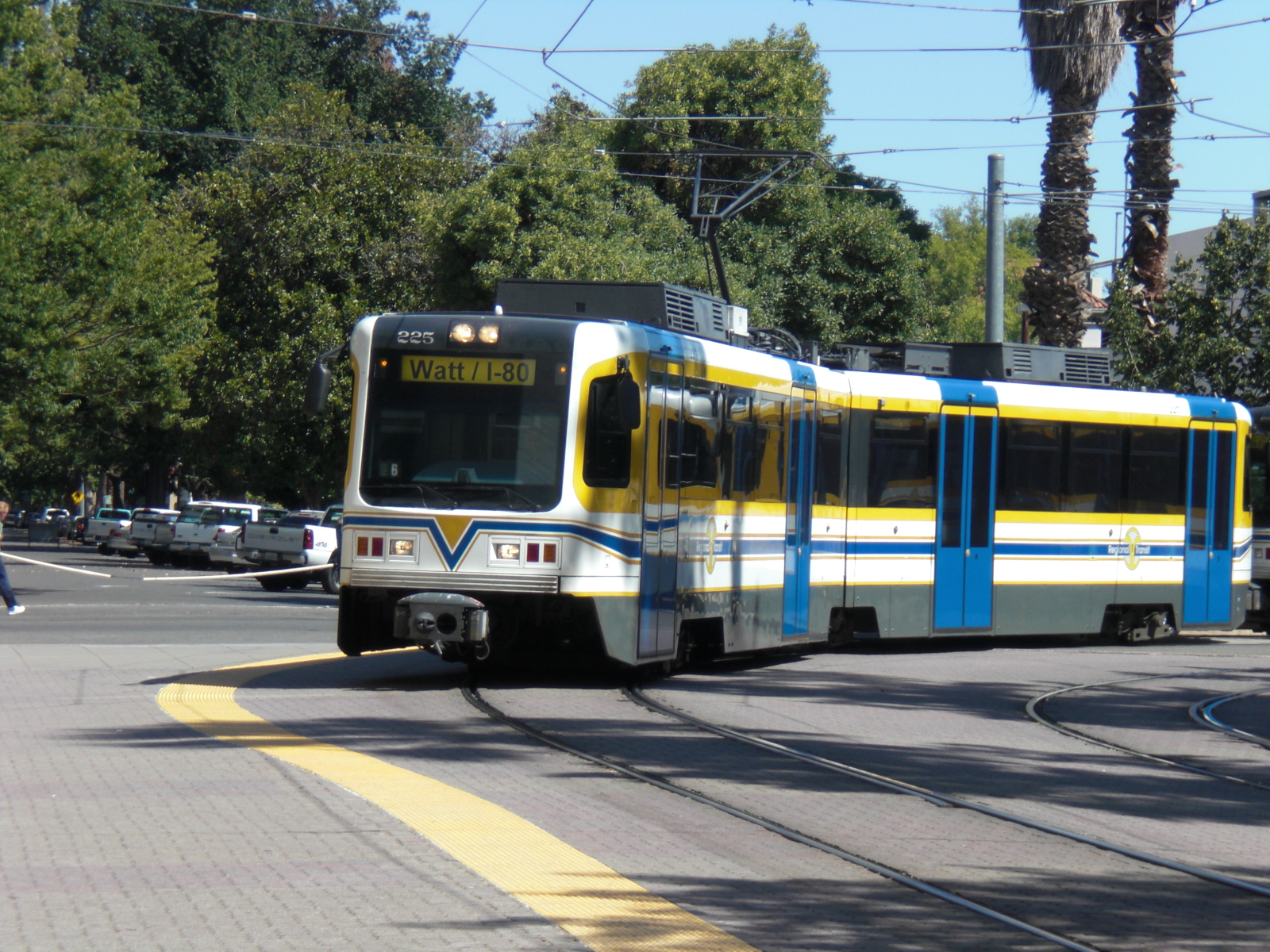
Трамвай поблизу станції «Archives Plaza»
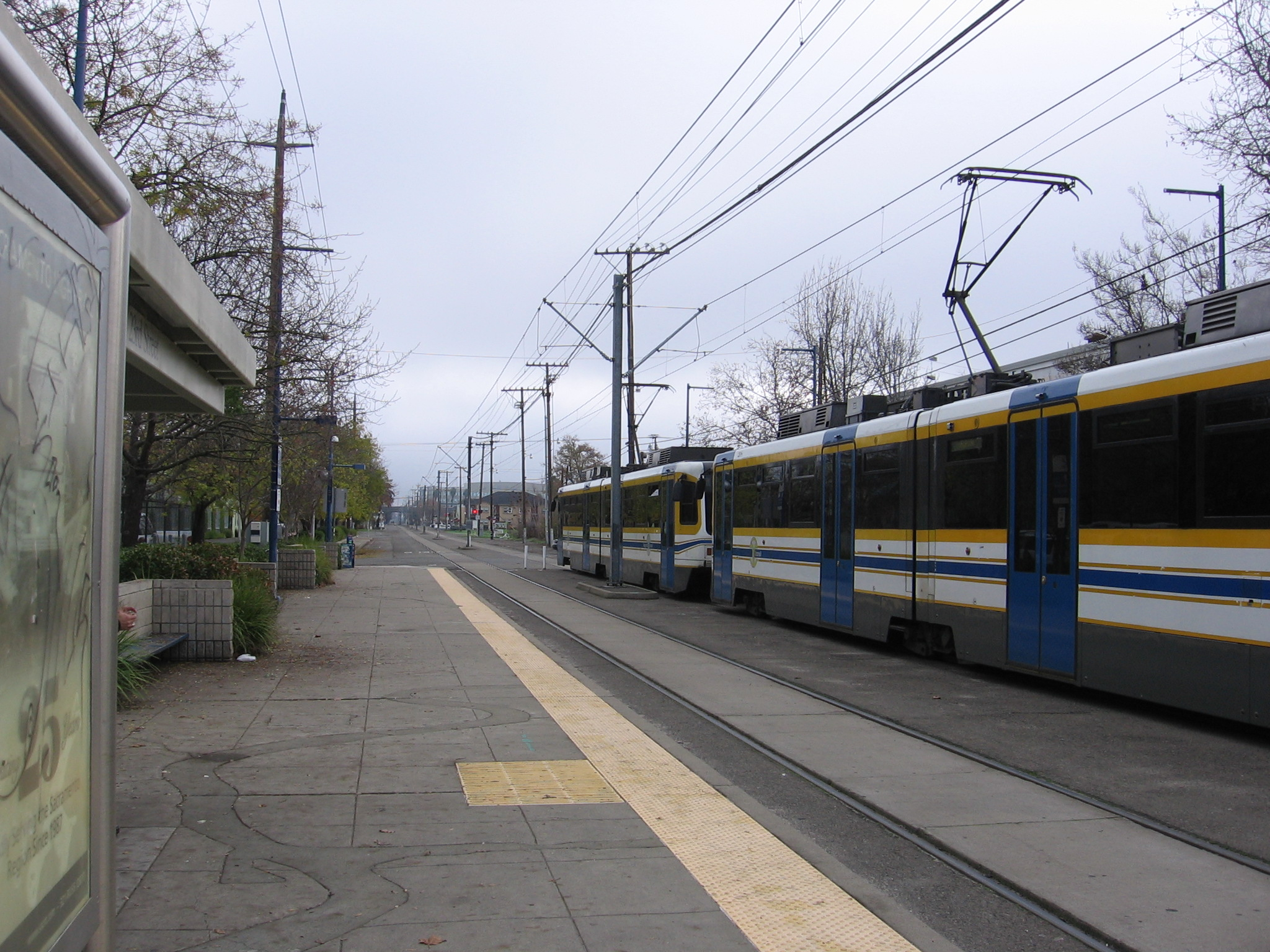
Трамвай на станції «23rd Street»
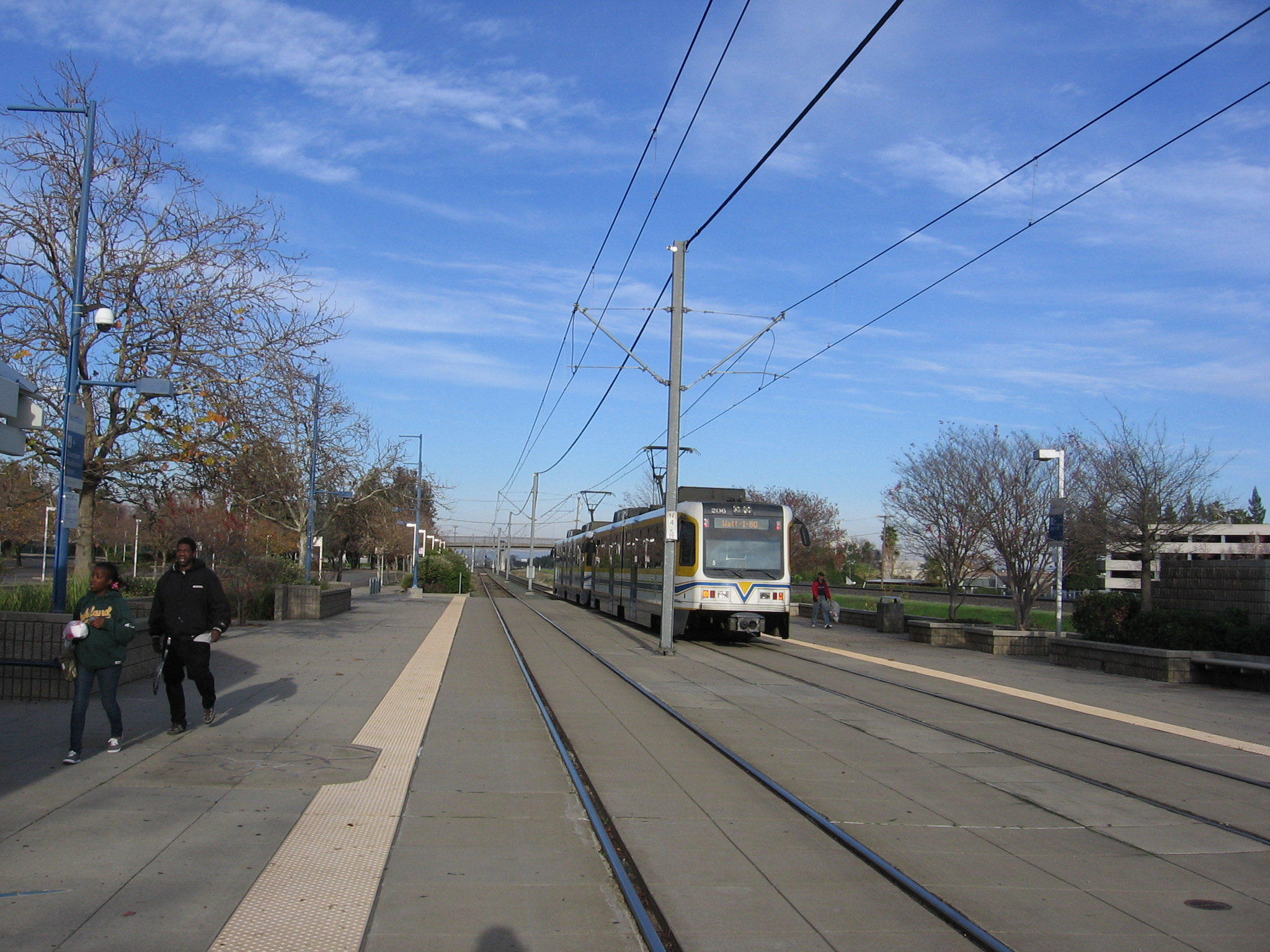
Трамвай поблизу станції «Swanston»